# Нижній Вадічов
Долни Вадічов (словац. Dolný Vadičov) — село, громада округу Кисуцьке Нове Место, Жилінський край. Кадастрова площа громади — 5,95 км².
Населення 474 особи (станом на 31 грудня 2018 року). Протікає Вадічовський потік.

## Історія
Долни Вадічов згадується 1359 року.

## Населення
| Рік:            | 1994. | 2004.    | 2014.    | 2024.    |
| --------------- | ----- | -------- | -------- | -------- |
| Кількість осіб: | 384   | 425      | 477      | 598      |
| Різниця:        |       | +10,67 % | +12,23 % | +25,36 % |

| Рік:            | 2023. | 2024.   |
| --------------- | ----- | ------- |
| Кількість осіб: | 588   | 598     |
| Різниця:        |       | +1,70 % |